# Cuencas del desierto persa central
La ecorregión de las cuencas del desierto de Persia Central (WWF ID: PA1313) cubre las áridas estepas y las cuencas desérticas del centro de Irán y se extiende hasta el noroeste de Afganistán. La ecorregión se extiende sobre la Meseta Central de Irán, que está rodeada de cadenas montañosas y no tiene salidas al mar. Gran parte del terreno es un desierto de arena y grava caliente y grandes salinas. La vegetación incluye muchas especies especializadas de plantas halófitas (tolerantes a la sal), xerófitas (tolerantes a la sequía) y psamófilas (amante de la arena).

## Ubicación y descripción
La ecorregión limita al oeste y al sur con los montes Zagros, al norte con los montes Alborz (Elbruz) a lo largo del mar Caspio, al noreste con los montes Kopet Dag en la frontera con Turkmenistán y al este con una serie de cordilleras bajas a lo largo de la frontera con Afganistán. Las crestas montañosas de mayor altitud de la ecorregión de los bosques montanos de Kuh Rud e Irán oriental, que se adentran en la meseta. Al norte de la cuenca se encuentra el gran Dasht-e Kavir (un desierto de sal), al este y al sur el Dasht-e Lut (un desierto de arena y grava), y hay partes de la meseta cubiertas de grandes dunas de arena. La altitud media es de 900 metros.
Algunas áreas reciben escorrentía de agua de las montañas cercanas en la primavera, pero la mayor parte del agua se pierde por evaporación en el verano. En el noroeste se encuentra el lago Namak, un importante complejo de lago salino, marismas y salinas.

## Clima
El clima de la ecorregión es semiárido (clasificación climática de Köppen (BSh)). Este clima es característico de las estepas, con veranos calurosos e inviernos frescos o templados, y precipitaciones mínimas. El mes más frío promedia por encima de 0 grados Celsius (32,0 °F). La ecorregión experimenta grandes temperaturas extremas, que van desde mínimos de −20 grados Celsius (−4,0 °F) a máximos de 42 grados Celsius (107,6 °F).

## Flora y fauna
La flora de la ecorregión depende en gran medida de las características del suelo y la humedad de la localidad. En las amplias cuencas interiores, la cobertura del suelo más común es matorral enano del género Artemisia (género) (artemisa) y Astragalus. En las regiones más áridas la cubierta es abierta, con una rica variedad de especies halófitas y zerofíticas. Las áreas con más precipitaciones tienen plantas espinosas. Los desiertos de arena albergan Ephedra, Calligonum y Heliotropium. Los márgenes de los desiertos de grava sustentan una amplia variedad de Tamarix.
En los márgenes de las salinas de Dasht-e Kavir, las plantas representativas incluyen el género Halothamnus (del griego 'hals' (sal) y 'thamnos' (arbusto)), Halocnemum strobilaceum, Haloxylon (nombre común saxaul) y Salsola (del latín 'salsus' (salado)).
Los mamíferos que alguna vez estuvieron asociados con esta área ahora se han reducido considerablemente en número y en su mayoría se ven en áreas protegidas. Estos incluyen el guepardo asiático, actualmente en peligro crítico (Acinonyx jubatus, subespecie venaticus), la hiena rayada (Hyaena hyaena), casi amenazada, el argali (Ovis ammon), la gacela de montaña  (Gazella gazella), en peligro de extinción, el leopardo (Panthera pardus), vulnerable, y el turón jaspeado (Vormela peregusna), vulnerable.

## Áreas protegidas
Más del 12% de la ecorregión está oficialmente protegida. Estas áreas protegidas incluyen:
- Parque Nacional Kavir
- Parque Nacional Khojir
- Parque Nacional Sorkheh Hesar
- Parque Nacional Khar Turan